# Акцептно-рамбурсный кредит
Акцептно-рамбурсный кредит — усложненный вариант акцептного вексельного кредитования (акцептного кредита). Применяется в международной торговле и при межбанковском рамбуксировании. Для работы такой схемы требуется не менее 3 банков. Условия кредита определяются на основе предварительной банковской договорённости. Является объединением свойств двух видов кредита:
- Рамбурсный кредит — залог коносаментов с индоссаментом на товар для компенсации отвлечения оборотного капитала в товар у заемщика, пока тот находится в пути[4];
- Акцептный кредит — предоставляется поставщиком импортеру путем акцепта банком выставленных на него экспортером тратт[5].

В основе акцептно-рамбурсного кредита лежит сочетание акцепта банком третьей страны векселей экспортёра, полученных в уплату за товар (услуги) и переводе (рамбурсировании) суммы векселя импортёром банку-акцептанту.

## Этимология
Слово «rembours» происходит от французского слова, означающего «погашение внешнего долга при посредничестве банки». Понятие рамбурсного кредита укрепилось благодаря интенсификации международной торговли, начиная с 1950 года.

## Нормативное описание
Стандартные формы акцептно-рамбурсного кредита оговариваются на уровне авторитетных международных организаций. Основные моменты представлены в:
- UCP 600 — «Унифицированные правила ICC и обычаи для документарных аккредитивов» — публикация Международной торговой палаты № 600 от 2007 г.[7]
- URR 725 — «Унифицированные правила ICC для межбанковского рамбурсирования по документарным аккредитивам» — специальная публикация Международной торговой палаты Унифицированных правил для межбанковского рамбурсирования № 725 от 2008 г.[8]

## Механизм действия

### Модельные участники
Для реализации схемы акцептно-рамбурсного кредита необходимо участие как минимум трех банков. Минимальные состав сторон включает в себя 5 субъектов:
- «Экспортер»;
- «Банк экспортера»;
- «Первоклассный банк-гарант» (так же наз. Рамбурсный банк);
- «Банк импортера»;
- «Импортер».

В реальности включает схема включает в себя также значимые действия со стороны логистической компании, иных банков и финансовых организаций и т. п.

### Описание
В самом начале расчётов с использованием акцептно-рамбурсного кредита лежит договорённость в международном контракте экспортёра и импортёра о том, что платёж за товар будет произведён через банк путём акцепта импортёром тратты (переводного векселя), выставленной экспортёром.
1. Импортёр обращается за кредитом к банку, обслуживающему экспортёра, который достаточно осведомлен о планируемой торговой операции и может всесторонне оценить её экономическую обоснованность, а следовательно, обеспеченность.
2. При достижении договорённости импортёр поручает своему банку заключить соглашение об акцепте оплаты по векселю.
3. Банк-акцептант с целью получения гарантии своевременной оплаты векселя, выставляет на банк экспортёра безотзывный аккредитив, по которому предусматривается в качестве оплаты акцептованная банком тратта.
4. Экспортёр, получив уведомление об открытии безотзывного аккредитива:
  - отгружает товар;
  - выписывает тратту;
  - прикладывает коммерческие документы, подтверждающие отгрузку товара в необходимом количестве и соответствующего качества;
  - направляет их в свой банк, который производит учёт векселя.
5. Банк экспортёра пересылает тратту и документы банку-акцептанту.
6. Банк-акцептант акцептовывает тратту и:
  - направляет её либо банку экспортера, либо его корреспонденту или филиалу;
  - а также направляет товарные документы банку импортёра.
7. Банк импортёра передаёт импортёру товарные документы под расписку, которая сохраняет за банком право собственности на товар.
8. Банк экспортёра переучитывает акцептованную тратту. Она обращается на мировом рынке ссудных капиталов, который выступает в этой операции в роли совокупного кредитора — в этом заключаются специфика и преимущество акцептно-рамбурсного кредита.
9. До наступления срока тратты импортёр переводит денежные средства в надлежащей валюте своему банку в обмен на ранее переданные обеспечения.
10. Банк-импортёр переводит деньги банку-акцептанту в размере стоимости векселя (тратты) за несколько дней до срока её оплаты.
11. При наступлении срока платежа последний держатель тратты предъявляет её к оплате в банк-акцептант.
12. Банк-акцептант оплачивает тратту, предварительно проверив:
  - достоверность векселя;
  - последовательность индоссамента (иногда вексель имеет до 10 передаточных надписей), чтобы убедиться в законности последнего держателя.

Акцептно-рамбурсный кредит наиболее обеспечен, когда связан с внешнеторговыми операциями и применяется при расчетах между экспортёром и импортёром. Технически при этом используют аккредитив и переводной вексель. Обеспеченность кредита обусловлена реализацией товаров. Если этот кредит не связан с товарными поставками, он приобретает чисто финансовый характер.

## Варианты использования
Импортёр использует данный вид кредитования для оплаты внешнеторгового контракта при отсутствии собственных свободных средств и свободных средств у обслуживающего его банка.